# Jean Verbrugge
Jean Verbrugge (16 de dezembro de 1896 – 7 de janeiro de 1964) foi um esgrimista belgo que participou dos Jogos Olímpicos de Verão de 1920 e de 1928, sob a bandeira da Bélgica.